# Jaciment icnològic de Vizcota
El jaciment icnològic de Vizcota és un jaciment al terme municipal d'Alpont (Província de València, Espanya) format al Cretaci inferior. Una única estructura circular d'uns 50 cm de diàmetre, atribuïble a la trepitjada d'un dinosaure sauròpode (impressió del peu). La icnita presenta un anell extern format per deformació plàstica del sediment original. La icnita és sobre el sostre d'un canal de gres que presenta esquerdes de retracció. Forma part d'una alternança de sorres i argiles vermelles i grises. El gres es disposa segons cossos discrets de geometria acanalada. Corresponen a un medi ambient de delta fluvial. La icnita es troba sobre el sostre d'un canal de gres, lleument diaclasat, parcialment cobert de graves, i sobre el qual s'ha desenvolupat una incipient vegetació. La icnita es troba ben conservada. La cavitat que constitueix la petjada es troba parcialment emplena per dipòsits de sorres i graves.